# عصوية ذهبية قاطنة التربة
عصوية ذهبية قاطنة التربة (الاسم العلمي: Chryseobacterium solincola) هي نوع من البكتيريا، سلبية الغرام، تتبع جنس عصوية ذهبية.